# Indian Journal of Pure & Applied Physics
Indian Journal of Pure & Applied Physics is een Indiaas, aan collegiale toetsing onderworpen open access wetenschappelijk tijdschrift op het gebied van de natuurkunde.
De naam wordt in literatuurverwijzingen meestal afgekort tot Indian J. Pure Appl. Phys.
Het eerste nummer verscheen in 2007.